# 데이나 윈터
데이나 윈터(Dana Wynter, 1931년 6월 8일 ~ 2011년 5월 5일)는 잉글랜드의 배우이다. 1956 골든 글로브상 올해의 신인상 공동수상자이다. 영화 《신체 강탈자의 침입》의 베키 드리스콜 역으로 유명하다.

## 출연 작품
- 강철 형사 (1993)
- 매그넘 P.I. (1980)
- 사랑의 유람선 (1977)
- 낙원의 침입자 (1975)
- 에어포트 (1970)
- 닥터 게논 (1969)
- 아이언 사이드 (1967)
- FBI(영어판) (1965)
- 아드리안 멧신저 (1963)
- 비스마르크호를 격침하라 (1960)
- 지옥에서 악수하라 (1959)
- 포일라인 (1958)
- 디데이 (1956)
- 외계의 침입자 (1956)
- 원탁의 기사 (1953)
- 진홍의 해적 (1952)
- 서스펜스 (1949)